# Innocence of Muslims
Innocence of Muslims (englisch für Die Unschuld der Muslime) ist der Titel eines englischsprachigen Low-Budget-Films aus dem Jahr 2012. Er führte wegen seines von vielen Muslimen als beleidigend angesehenen Inhalts zu teilweise gewalttätigen Demonstrationen in mehreren arabischen Ländern. Anschließend an diese Proteste verübten militante Extremisten Angriffe auf Botschaften und Konsulate der USA, die möglicherweise schon länger geplant waren. Im Verlauf der Ausschreitungen wurden bis zum 20. September 2012 mindestens dreißig Menschen getötet, darunter der US-amerikanische Botschafter in Libyen, J. Christopher Stevens.
Veröffentlicht wurden die bisher bekannten Ausschnitte des Films in mehreren Sprachversionen auf Googles Videoplattform YouTube. Von zahlreichen Medien wurden sie inhaltlich als antiislamisch und die Inszenierung als laienhaft eingestuft. Es wird weithin angenommen, dass der Film von seinem Produzenten und Drehbuchautor, einem in den USA lebenden koptischen Christen mit ägyptischen Wurzeln, bewusst als Beleidigung und Provokation der islamischen Welt angelegt war. Das Weiße Haus und Google betonten im September 2012, sie hätten gegenseitig keinen Einfluss auf eine mögliche Löschung des Films ausgeübt.

## Handlung
Die Handlung des Films ist nur ungenau wiederzugeben, weil lediglich Ausschnitte in einer Gesamtlänge von etwa 14 Minuten öffentlich verfügbar sind und der Film während der Postproduktion offenbar inhaltlich stark verändert wurde. Die meisten Ausschnitte zeigen eine überwiegend verspottende und abwertende Interpretation des Lebens und Wirkens des Religionsstifters Mohammed.
In einer Szene wird Mohammed als Sklave dargestellt und von einem Straßenjungen, der sich mit ihm um einen abgenagten Knochen streitet, als Bastard beschimpft. In einer anderen Szene unterhält er sich mit einem Esel über Frauen und nennt ihn glücklich „das erste muslimische Tier“. In weiteren Szenen wird Mohammed unter anderem als Schürzenjäger sowie als „Kinderschänder, blutrünstiger Feldherr, Homosexueller und Feigling“ dargestellt. Er präsentiert sich seinen Anhängern als Prophet Gottes und Stifter einer neuen Religion.

## Entstehung und Produktionsdetails
Die Hintergründe seiner Entstehung und weitere Produktionsdetails sind bisher nicht vollständig geklärt. Der Film wurde von einer oder mehreren Personen unter dem Pseudonym Sam Bacile, die zugleich das Drehbuch geschrieben haben sollen, produziert. US-amerikanischen Medien und Behörden zufolge handelt es sich bei dem Drehbuchautor und Produzenten des Films um den in Südkalifornien lebenden koptischen Christen und US-Staatsbürger Nakoula Basseley Nakoula. Nakoula räumte das am 13. September 2012 ein und erklärte, den Film, der eine Gesamtlänge von zwei Stunden habe, nicht zu bereuen.
Als falsch erwiesen sich über Medienagenturen verbreitete Angaben, der Produzent sei ein Jude mit israelischem Pass und habe den Film mithilfe jüdischer Geldgeber finanziert. Es besteht der Verdacht, diese Angaben seien gezielt verbreitet worden, um Antisemitismus zu schüren. Eine der beteiligten Schauspielerinnen gab an, der Produzent habe sich im Laufe der Dreharbeiten erst als Israeli, dann als Ägypter ausgegeben. Gegenüber der Zeitschrift The Atlantic hatte ein an der Produktion Beteiligter bestritten, dass Bacile Israeli oder Jude sei. Dieser Name sei ein Pseudonym, um zu verhindern, dass der Betreffende ermordet würde.
Neben Nakoula beteiligte sich Media for Christ an der Produktion des Films, eine Gruppe islamfeindlicher US-Evangelikaler, wie Terry Jones aus Florida, der schon 2010 mit seiner Kampagne „International Burn a Koran Day“ für einen internationalen Medienhype sorgte. Gedreht hat den Film der 65-jährige Regisseur Alan Roberts, der bisher vor allem Porno- und Actionfilme machte.
Außerdem arbeiteten auch die beiden radikalen Christen Steve Klein und Joseph Nassralla, der einer christlichen Hilfsorganisation in Duarte vorsteht, an dem Film mit. Nach Angaben des Southern Poverty Law Center betreibt Steve Klein eine paramilitärisch organisierte Hass-Gruppe, die zur extremistischen christlichen Rechten in den Vereinigten Staaten gehört – er bezeichnete sich als „Berater“ des Produktionsteams.
Die Los Angeles Times berichtete am 16. September 2012, dass Nakoula, Klein und Nassralla von dem aus Ägypten stammenden koptischen Prediger Zakaria Botros beeinflusst seien, der für seine kritische Darstellung des Korans bekannt ist. Er wurde wegen seiner beleidigenden Äußerungen über den Propheten Mohammed von der koptischen Kirche exkommuniziert. Alle drei Männer äußerten sich dem Artikel zufolge lobend über Zakaria Botros, der im Süden Kaliforniens lebt.
Das Projekt wurde 2011 im Branchenmagazin Backstage als „historischer Abenteuerfilm in der arabischen Wüste“ beworben, der Arbeitstitel soll Desert Warrior gelautet haben. Gecastet wurden rund 60 Schauspieler, 45 Crew-Mitglieder sollen zum Einsatz gekommen sein. Der mutmaßliche Produzent und Regisseur des Films war unter Hollywood-Kollegen und Branchenkennern unbekannt, es existierten weder Einträge in einschlägigen Filmdatenbanken noch irgendwelche Informationen über eine Produktionsfirma. Angaben über Produktionskosten von fünf Millionen Dollar ließen sich nicht bestätigen. Das Budget betrug nach späteren Aussagen des Produzenten etwa 60.000 US-Dollar.
Die meisten beteiligten Schauspieler distanzierten sich von der Produktion in einer gemeinsamen Presseerklärung. Sie seien über den Inhalt getäuscht und die Dialoge im Nachhinein stark verändert worden. Sie sagen weiter, der Film sei im Script Desert Warrior genannt worden und hätte lediglich über das Leben vor 2000 Jahren berichten sollen – Bezüge zum Islam seien dort nicht aufgetaucht und erst im Nachhinein hinzugefügt worden. Dialoge seien nachträglich neu und auf so mangelhafte Weise synchronisiert worden, dass die Lippenbewegungen nicht zu den Dialogen passten.

## Verbreitung
Der Film wurde am 23. Juni 2012 in einem kleinen Kino namens Vine Theatre am Hollywood Boulevard in Los Angeles unter dem Titel The Innocence of Bn Laden uraufgeführt. Die Vorstellung soll etwa eine Stunde gedauert haben und nur von wenigen Gästen besucht worden sein. Es ist die bisher einzige öffentliche Aufführung des ganzen Films.
Ausschnitte des Films wurden im Juli 2012 auf YouTube von dem User „sam bacile“ hochgeladen, fanden zunächst jedoch kaum Beachtung. Erst mit der am 4. September hochgeladenen arabischen Synchronisation des Videos durch denselben User setzte die Verbreitung in Ägypten und Libyen ein. Von diesem Video sendete der salafistische Satellitenkanal (Fernsehsender) Al-Nas einige Ausschnitte am 8. September in der Talkshow von Scheich Chaled Abdallah (* 1964). Von dieser Talkshow schließlich wurde am 9. September ein Clip auf YouTube hochgeladen, der in kürzester Zeit mehr als 400.000 Aufrufe hatte.

## Proteste und Ausschreitungen
Die erste Warnung vor dem Film datiert auf den 29. Juni 2012. Der Hollywood-Blogger John Walsh hatte ein größtenteils auf Arabisch verfasstes Plakat gesehen, das zu Vorführungen am 30. Juni einlud, er vermutete eine antisemitische Veranstaltung und informierte den Stadtrat von Los Angeles.

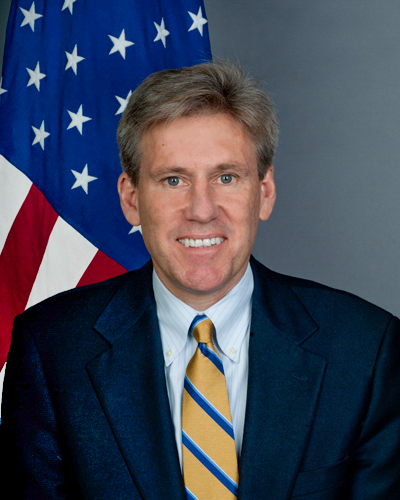
J. Christopher Stevens (1960–2012), US-Diplomat, bei Ausschreitungen im libyschen Bengasi getötet

Nach ersten muslimischen Protesten wurden am 11. September 2012 auf die US-amerikanische Botschaft in Kairo und das US-amerikanische Konsulat in Bengasi Anschläge verübt, bei denen mehrere Diplomaten und Soldaten ums Leben kamen.
Das Gefecht in Bengasi dauerte etwa vier Stunden. Zu den vier Todesopfern gehört der US-amerikanische Botschafter J. Christopher Stevens. Einschätzungen des Vorsitzenden des Geheimdienstausschusses im US-Repräsentantenhaus Mike Rogers zufolge kann es sich bei dem Angriff auf das Konsulat in Bengasi um einen geplanten Terrorangriff und nicht um die spontane Äußerung von Wut und Hass gehandelt haben. Diese Einschätzung war heftig umstritten, wurde zum Gegenstand parteipolitischer Auseinandersetzungen und wurde durch Recherchen der New York Times Ende 2013 widerlegt.
Am 14. September wurde bei Ausschreitungen im Sudan die deutsche und britische Botschaft Ziel von Angriffen. Dies stand aber nicht, wie zunächst angenommen, in einem Zusammenhang mit den Protesten gegen die USA, sondern war eine sudanesisch-deutsche Angelegenheit, bei der es um die Anti-Islam-Proteste in Deutschland ging, bei denen die umstrittenen Mohammed-Karikaturen gezeigt wurden.
In Tunis wurden am 14. September bei der Erstürmung der US-Botschaft drei Menschen getötet.
Aufgrund der Proteste fand der Film auch in westlichen Medien Beachtung und wurde überwiegend als gezielte Provokation gegen Muslime aufgefasst, was auch dadurch erkennbar sei, dass er im Internet vor allem von fundamentalistischen Christen verbreitet würde, darunter von Terry Jones und dem US-amerikanisch-ägyptischen Kopten und Blogger Morris Sadek, der bereits in der Vergangenheit mit antiislamischen Aktionen aufgefallen sei.
US-Außenministerin Hillary Clinton distanzierte sich von den Filmemachern, ebenso UN-Generalsekretär Ban Ki Moon. Indes entsandten die USA zwei Zerstörer vor die libysche Küste zum Schutz von US-Bürgern vor Ausschreitungen. Nachdem sein Name veröffentlicht worden war, stellten die USA den Filmemacher Nakoula Basseley Nakoula wegen befürchteter Übergriffe unter Polizeischutz.
Insgesamt war die Zahl der Demonstranten gegen den Film in Nordafrika und im Nahen Osten bis zum 16. September 2012 gering im Vergleich zu den Protesten während des Arabischen Frühlings. Erschienen zu Protestaktionen zum Sturz autoritärer Regime Menschenmassen beider Geschlechter, multireligiös und in mehreren Generationen, handelte es sich bei den Ausschreitungen und Demonstrationen gegen „Innocence of Muslims“ um kleinere Gruppen von jungen und frustrierten Männern.

## Politische Reaktionen in Deutschland
Bundeskanzlerin Angela Merkel verurteilte die „Angriffe auf die deutsche Botschaft in Khartum sowie auf mehrere amerikanische Botschaften in aller Schärfe“. Bundesaußenminister Guido Westerwelle äußerte nach den weltweiten gewalttätigen Protesten, das „Schmähvideo“ sei eine „Beleidigung von vielen Millionen Menschen, aber auch dieses törichte und schreckliche Video rechtfertigt keine Gewalt.“
Nachdem der Vorsitzende Manfred Rouhs der rechtsextremen Kleinpartei Bürgerbewegung pro Deutschland angekündigt hatte, den Film in voller Länge in Deutschland vorzuführen, gab Bundesinnenminister Hans-Peter Friedrich bekannt, dies mit allen rechtlich zulässigen Mitteln verhindern zu wollen, und warf der Partei vor, „die Islamisten auch in Deutschland zu provozieren“ und damit „grob fahrlässig Öl ins Feuer zu gießen.“ Der Vorsitzende der Grünen, Cem Özdemir, unterstützte das Vorhaben der Bundesregierung, die öffentliche Vorführung des Filmes zu verhindern. Es dürfe in Deutschland keine Zensur geben, dennoch sei es angebracht, alle rechtlichen Möglichkeiten zu prüfen, um Verfassungsfeinden keine Bühne für ihre Hetzparolen zu bieten. Rainer Wendt, Vorsitzender der Deutschen Polizeigewerkschaft, warnte vor den Folgen, sollte die Bürgerbewegung pro Deutschland den Film in Deutschland zeigen. Das könne „sehr gefährlich werden.“ Dagegen wandte sich die Bundestagsabgeordnete (Bündnis 90/Die Grünen) und Präses der Synode der Evangelischen Kirche in Deutschland (EKD) Katrin Göring-Eckardt gegen ein Aufführungsverbot: „Das Video ist es nicht wert, dass wir das Recht auf freie Meinungsäußerung kaputtmachen“.
Zudem wurde auch über ein generelles Verbot des Filmes in Deutschland wegen Volksverhetzung diskutiert. Einige Politiker der SPD und der Grünen sprachen sich gegen ein solches Verbot aus. So bezeichnete etwa Volker Beck (Grüne) den Film als „eine geschmacklose Dämlichkeit, aber ohne strafbaren Inhalt“.
Gegen den amerikanischen Prediger Terry Jones, der von der Bürgerbewegung pro Deutschland nach Deutschland eingeladen wurde, um den Film vorzustellen, verhängte das Bundesinnenministerium in diesem Zusammenhang im September 2012 auf Initiative von Außenminister Guido Westerwelle, der Jones in einer Erklärung als „Hassprediger“ bezeichnete, ein Einreiseverbot. Eine Einreise Jones’ würde dem „Interesse an der Aufrechterhaltung der öffentlichen Ordnung“ widersprechen. Jones war im Jahr 2010 der Auslöser der Kontroverse um geplante Koranverbrennungen.
Der Vorsitzende des Innenausschusses des Deutschen Bundestages, Wolfgang Bosbach, warf der Partei Bürgerbewegung pro Deutschland „geistige Brandstiftung“ vor. Das Video habe eine völlig andere Qualität als die Mohammed-Karikaturen, die sich kritisch mit religiösem Fanatismus auseinandergesetzt hätten.
Die Islamkritikerin Ayaan Hirsi Ali kommentierte die Vorgänge in einem Interview mit der Tageszeitung Die Welt mit der Feststellung, „...der Westen sollte endlich aufhören mit der moralischen Relativierung und damit beginnen, seine Werte zu verteidigen.“

## Reaktionen von muslimischer und christlicher Seite

### Deutschland
Der Zentralrat der Muslime in Deutschland begrüßte das vom Innenminister geplante Verbot der Aufführung des Filmes in Deutschland mit den Worten: „Die Verbreitung des Films erfüllt den Tatbestand der Volksverhetzung, denn Meinungsfreiheit hört dort auf, wo eine Religionsgemeinschaft derart beschimpft wird, dass dadurch der öffentliche Frieden gestört wird.“
Lamya Kaddor, Vorsitzende des Liberal-Islamischen Bundes, lehnte ein Aufführungsverbot des Filmes ab und begründete das mit den Worten: „Je mehr man über ein Verbot redet und die Tabuisierung solcher Inhalte vorantreibt, desto mehr Schaden richtet man an.“ Diskussionen über Sonderregelungen für Muslime würden die Islamfeindlichkeit in Deutschland vorantreiben.
Erzbischof Robert Zollitsch, Vorsitzender der Deutschen Bischofskonferenz, verurteilte den Film und sprach von einer „inakzeptablen und sinnlosen Provokation, die letztlich den Frieden und die Christen weltweit gefährdet.“
Nach Meinung der Berliner muslimischen Rechtsanwältin und Menschenrechtlerin Seyran Ateş dürfe der Staat nicht vor den von Fundamentalisten unterstützten Protestaktionen von Muslimen einknicken. „Wo aber Religion nur der Abgrenzung dient, stellt sie sich gegen die Demokratie. Und wo Religion nach Strafen schreit, beginnt der Krieg gegen die Aufklärung und gegen jene Freiheiten, von denen hierzulande alle Kirchen und Glaubensgemeinschaften profitieren. Auch ihre Wahrheit muss kritisierbar bleiben. Beleidigt werden kann im Grunde nur der Fundamentalist.“

### Ägypten
Ahmed Fuad Ashush, ein salafistischer Imam aus Ägypten, forderte am 18. September in einer Fatwa die „jungen Muslime in den USA und in Europa“ auf, die Macher und Schauspieler des Films sowie alle, die zu seiner Verbreitung beitrugen, wegen Verunglimpfung des Propheten Mohammed zu töten. Die Fatwa wurde in mehreren dschihadistischen Foren im Internet veröffentlicht.
Der Generalstaatsanwalt Ägyptens erließ Haftbefehle gegen Nakoula Basseley Nakoula, Terry Jones und sechs ägyptische Kopten, die im Ausland leben. Ägypten verlangte die Auslieferung der Personen zum Zwecke einer strafrechtlichen Verfolgung und Verurteilung.
Ende November 2012 wurden acht an dem Film Beteiligte von einem ägyptischen Gericht in Abwesenheit zum Tode verurteilt, darunter Nakoula Basseley Nakoula und Terry Jones. Das größtenteils als symbolisch verstandene Urteil wurde am 29. Januar 2013 bestätigt.

### Pakistan
Pakistans Eisenbahnminister Ghulam Ahmad Bilour setzte ein Kopfgeld von 100.000 USD auf die Tötung der Produzenten wegen „Gotteslästerung“ aus. Dabei handelte es sich um eine private Initiative Bilours. Ein Sprecher von Pakistans Premierminister Raja Pervez Ashraf und Bilours Partei distanzierten sich unmittelbar nach dem Bekanntwerden von dem Aufruf.
Pakistans Behörden sperrten YouTube für über zwei Jahre. Erst mit dem 18. Januar 2016 wurde eine von „gotteslästerlichen Inhalten“ befreite Version unter YouTube.pk wieder freigeschaltet. Der genaue Inhalt der Vereinbarung zwischen dem Mutterkonzern Google und der pakistanischen Telekommunikationsbehörde ist geheim, was Medienrechtler kritisieren.

### International

#### Protestaktionen
Das islamistische Terrornetzwerk al-Qaida rief zu Botschaftsstürmungen auf und appellierte an „unsere muslimischen Brüder im Westen“, ihren „Pflichten zur Unterstützung des Propheten“ nachzukommen.
Großmufti Abd al-Aziz bin Abdullah Al asch-Schaich, die höchste religiöse Autorität in Saudi-Arabien, mahnte die Muslime zur Besonnenheit. „Muslime sollten sich nicht von Zorn und Wut von legitimer zu verbotener Aktion hinreißen lassen und so unwissentlich einige Ziele des Films erfüllen“, erklärte Abd al-Aziz nach den weltweiten gewalttätigen Ausschreitungen.

#### Technische Sperrmaßnahmen
Zur Vermeidung von Ausschreitungen sperrte Afghanistan ab dem 12. September seinen YouTube-Zugang. Außerdem sperrte das Videoportal YouTube den Zugang aus Indien, Libyen und Ägypten. Ab dem 17. September blockierte die Suchmaschine Google den Trailer zu Innocence of Muslims, so dass er von malaysischen IP-Adressen aus nicht mehr bei YouTube abgerufen werden kann, und reagierte damit auf eine Beschwerde der Malaysischen Kommunikations- und Multimedia-Kommission (MCMC). Ein Unternehmenssprecher von Google Malaysia bestätigte die Sperre: Wenn Google darauf hingewiesen werde, dass ein Video in einem Land gegen Gesetze verstoße, werde der Zugang für die lokale YouTube-Seite beschränkt. Auch in mehreren anderen Ländern ist der Clip inzwischen gesperrt, darunter Indonesien und Pakistan.

## Festnahme des Produzenten
Am 27. September 2012 ließ die US-Bundesrichterin Suzanne Segal Nakoula Basseley Nakoula wegen Verletzungen von Bewährungsauflagen in Los Angeles verhaften und meinte dazu, von Nakoula gehe eine „gewisse Gefahr für die Allgemeinheit“ aus. Am 7. November 2012 wurde er aufgrund von Verstößen gegen Bewährungsauflagen zu einer Freiheitsstrafe von einem Jahr verurteilt.

## Juristische Folgen
Eine Schauspielerin gab an, sie sei über den Inhalt in die Irre geführt worden und der Film später nachsynchronisiert worden. Sie reichte daraufhin Klage ein, um die Veröffentlichung des Filmes zu verhindern. Die Schauspielerin begründete ihre Klage mit der Verletzung ihrer Urheberrechte. In dritter Instanz wurde die Klage jedoch zugunsten des Beklagten entschieden, indem der Film als gesamtes Werk angesehen wurde und nicht als Folge von Teilwerken. Daher kann die Schauspielerin kein Urheberrecht geltend machen. Allerdings hat das Gericht auch darauf hingewiesen, dass es nicht in Persönlicher Sache entschieden hat (siehe Persönlichkeitsrecht).